# Вулпешть (Олт)
Вулпешть, Вулпешті (рум. Vulpești) — село у повіті Олт в Румунії. Входить до складу комуни Добротяса.
Село розташоване на відстані 144 км на захід від Бухареста, 40 км на північ від Слатіни, 66 км на північний схід від Крайови, 138 км на південний захід від Брашова.

## Населення
За даними перепису населення 2002 року у селі проживали 142 особи, усі — румуни. Усі жителі села рідною мовою назвали румунську.